# Ondřej Cink
Ondřej Cink (Rokycany, 7 december 1990) is een Tsjechisch mountainbiker en wegwielrenner die in 2017 reed voor Bahrain-Merida. Hij vertegenwoordigde zijn land tweemaal op de Olympische Spelen. Zowel in de mountainbikewedstrijd in 2012 als in de mountainbikewedstrijd in 2016 werd hij veertiende.
In 2017, zijn eerste seizoen als wegwielrenner, reed Cink direct de Ronde van Frankrijk. Hierin moest hij in de negentiende etappe opgeven.

## Palmares

### Cross-Country
Overwinningen
| Seizoen                | Wereldbeker cross-country | Wereldbeker short-track | OS  | WK  | EK  | TK     | Overige                                                        | Totaal aantal zeges |
| ---------------------- | ------------------------- | ----------------------- | --- | --- | --- | ------ | -------------------------------------------------------------- | ------------------- |
| 2012                   |                           |                         | 14e | NVT | NVT | 4e     | Donetsk                                                        | 1                   |
| 2013                   |                           |                         | NVT | 8e  | 7e  | Goud   | Langenlois, Okrouhlá                                           | 3                   |
| 2014                   |                           |                         | NVT | 12e | -   | DNS    | Voroklini, Kitsbuhel, Pec                                      | 3                   |
| 2015                   |                           |                         | NVT | ↑   | DNS | Goud   | Praag                                                          | 2                   |
| 2016                   |                           |                         | 14e | 4e  | ↑   | Zilver | Kutna Hora                                                     | 1                   |
| geen deelnames in 2017 |                           |                         |     |     |     |        |                                                                |                     |
| 2018                   |                           |                         | NVT | 16e | 10e | Zilver | Jelenia Góra                                                   | 1                   |
| 2019                   |                           |                         | NVT | 12e | 6e  | Goud   | Amathous, Mesto Touskov, Heubach, Pec, Jelenia Góra, Bedřichov | 6                   |
| 2020                   |                           |                         | NVT | 5e  | DNS | Goud   | Pyrga, Město Touškov                                           | 2                   |
| 2021                   |                           |                         | DNF | 16e | 20e | Goud   | Langenlois, Brno, Brasy, Jelenia Góra                          | 5                   |
| 2022                   |                           |                         | NVT | 10e | 17e | Goud   | Langenlois, Jelenia Góra                                       | 3                   |
| 2023                   |                           |                         | NVT | 17e | 10e | Goud   | Haiming, Město Touškov, Brasy, Harrachov                       | 5                   |
| 2024                   |                           |                         |     | -   | -   | -      | Brasy                                                          | 1                   |
| Totaal                 | 0                         | 0                       | 0   | 0   | 0   | 7      | 28                                                             | 35                  |

## Wegwielrennen

### Resultaten in voornaamste wedstrijden
| Jaar | Ronde van Italië | Ronde van Frankrijk | Ronde van Spanje |
| ---- | ---------------- | ------------------- | ---------------- |
| 2017 |                  | opgave              |                  |

## Ploegen
- 2009 –  Merida Biking Team
- 2010 –  Merida Biking Team
- 2011 –  Merida Biking Team
- 2012 –  Merida Biking Team
- 2013 –  Multivan Merida Biking Team
- 2014 –  Multivan Merida Biking Team
- 2015 –  Multivan Merida Biking Team
- 2016 –  Multivan Merida Biking Team
- 2017 –  Bahrain-Merida

Agnoli · Arashiro · Boaro · Bole · Bonifazio · Božič · Brajkovič · Cink · Colbrelli · Feng · García · Gasparotto · Grmay · Haussler · Insausti · Izagirre · Moreno · Navardauskas · A. Nibali · V. Nibali · Novak · Pellizotti · Per · Pibernik · Siwtsow · Visconti · Wang · Garosio (stagiair) · Padoen (stagiair) · Toniatti (stagiair)